# Zhaqsylyq Üshkempirov
Zhaksylyk Amiralyuly Ushkempirov est un lutteur soviétique spécialiste de la lutte gréco-romaine né le 6 mai 1951 à Tegistik au Kazakhstan et mort le 2 août 2020 à Astana.

## Biographie
Zhaqsylyq Üshkempirov participe aux Jeux olympiques d'été de 1980 à Moscou dans la catégorie des poids super-mouches (dans les 48 kg) et remporte la médaille d'or. Toujours dans la même catégorie, il remporte également la médaille d'argent aux championnats d'Europe à Prievidza, en Slovaquie en 1980 et la médaille d'or lors des Championnats du monde de 1981 à Oslo.